# Magistralni put M2-4
Der frühere montenegrinische Magistralni put M2-4 führte bis 2016 von Petrovac na Moru nach Ulcinj. Er war ein Bestandteil der Adriatischen Küstenstraße (Jadranska Magistrala).
Mit der Reform der Nummerierung die Nationalstraßen im Jahr 2016 entfiel die Bezeichnung M2-4. Die Straße ist seither Teil des Magistralni put M1 (Montenegro).

## Streckenverlauf
Der M2-4 zweigte in Petrovac na Moru von der M2 ab und führte weiter als Küstenstraße entlang der Adria über Sutomore und Bar nach Ulcinj.
In der Nähe von Sutomore zweigt der mautpflichtige Sozina-Tunnel (heute Teil des Magistralni put M1.1) ab.